# Philonicus tuxpanganus
Philonicus tuxpanganus là một loài ruồi trong họ Asilidae. Philonicus tuxpanganus được Bellardi miêu tả năm 1862. Loài này phân bố ở vùng Tân nhiệt đới.